# Abraxas (album)
Pour les articles homonymes, voir Abraxas.
Albums de Santana
Santana
(1969) Santana III
(1971)
Abraxas est le second album studio du groupe rock latino Santana, sorti le 23 septembre 1970 et classé pendant six semaines no 1 aux États-Unis.

## Historique
L'album est très proche du premier, en plus sophistiqué mais moins spontané et avec des titres plus courts. Il privilégie les percussions et les rythmes afro-cubains, les claviers et les solos de guitare. L'album contient trois succès majeurs : Black Magic Woman qui est une reprise de Fleetwood Mac, Oye Como Va et l'instrumental Samba Pa Ti.
À son apogée le groupe commencera à se déliter à cause de l'addiction à la drogue de certains de ses membres, en particulier David Brown, José Areas et Michael Carabello.
Le titre de l'album est tiré d'une phrase du roman d'Herman Hesse, Demian.
Miles Davis aura été avec John Coltrane l'une des plus grandes influences de Carlos Santana, surtout avec l'album Bitches Brew sorti en 1969. La pochette d' Abraxas est un extrait de l' Annonciation (1962) de Mati Klarwein. Celle de Bitches Brew est du même auteur. Des personnages de la pochette de Bitches Brew seront repris sur celle d'Abraxas.
En 2003, l'album est classé 205e des 500 plus grands albums de tous les temps par le magazine Rolling Stone.
Il est également cité dans l'ouvrage de référence de Robert Dimery Les 1001 albums qu'il faut avoir écoutés dans sa vie.

## Liste des titres
| No | Titre                                                    | Paroles     | Musique                            | Durée |
| -- | -------------------------------------------------------- | ----------- | ---------------------------------- | ----- |
| 1. | Singing winds, Crying Beasts                             |             | Michael Carabello                  | 4:51  |
| 2. | Black Magic Woman/Gypsy Queen (reprise de Fleetwood Mac) | Peter Green | Peter Green/Gábor Szabó            | 5:19  |
| 3. | Oye cómo va (reprise de Tito Puente)                     | Tito Puente | Tito Puente                        | 4:17  |
| 4. | Incident at Neshabur                                     |             | Alberto Gianquinto, Carlos Santana | 4:58  |
| 5. | Se acabó                                                 | José Areas  | José Areas                         | 2:50  |
| 6. | Mother's Daughter                                        | Gregg Rolie | Gregg Rolie                        | 4:25  |
| 7. | Samba Pa Ti                                              |             | Carlos Santana                     | 4:45  |
| 8. | Hope you're Feeling Better                               | Gregg Rolie | Gregg Rolie                        | 4:10  |
| 9. | El Nicoya                                                | José Areas  | José Areas                         | 1:30  |

Pistes bonus, sur les rééditions CD
Enregistré en concert au Royal Albert Hall à Londres, le 18 avril 1970
| No  | Titre                         | Paroles                                                        | Musique                                                        | Durée |
| --- | ----------------------------- | -------------------------------------------------------------- | -------------------------------------------------------------- | ----- |
| 10. | Se acabó                      | José Areas                                                     | José Areas                                                     | 3:47  |
| 11. | Toussaint L'Overture          | Areas, David Brown, Carabello, Rolie, Michael Shrieve, Santana | Areas, David Brown, Carabello, Rolie, Michael Shrieve, Santana | 4:52  |
| 12. | Black Magic Woman/Gypsy Queen | Peter Green                                                    | Peter Green/Gábor Szabó                                        | 4:57  |

## Musiciens
Il s'agit de la formation originale qui se produisit à Woodstock.
- Carlos Santana – Guitare, Chœurs, Production
- Gregg Rolie - Claviers, Chant
- David Brown – Basse
- José « Chepito » Areas – Percussions, Congas, Timbales
- Mike Carabello – Percussions, Congas
- Michael Shrieve - Batterie

### Personnel additionnel
- Alberto Gianquinto – Piano sur Incident at Neshabur
- Rico Reyes – Percussions, Chœurs
- Steven Saphore – Tablas

## Production
- John Fiore, David Brown - ingénieurs du son
- Rob LoVerde, Shawn Britton - mixage
- Bob Venosa - dessins
- MATI - illustrations
- Marian Schmidt, Joan Chase - photographie

## Citations
« We stood before it and began to freeze inside from the exertion. We questioned the painting, berated it, made love to it, prayed to it: We called it mother, called it whore and slut, called it our beloved, called it Abraxas »

— Pochette intérieure, extrait de Demian d'Herman Hesse

« Tout l'été j'ai tourné, et j'ai joué dans des salles avec Carlos Santana, le guitariste chicano qui fait du rock latino. Cet enfoiré peut vraiment se défoncer le cul. J'aimais sa façon de jouer, et c'est aussi quelqu'un de bien. On a appris à bien se connaître, et nous sommes restés en contact. Nous enregistrions tous les deux pour Columbia. Je passais en première partie de Carlos et ça ne me gênait pas, j'aimais ce qu'il faisait. Même quand nous ne jouions pas ensemble, si j'étais dans la ville où il jouait, j'allais écouter ses concerts. Je crois qu'il enregistrait Abraxas à cette époque, et j'allais en studio voir ce qu'ils faisaient. Il m'a dit que c'est de moi qu'il avait appris l'utilisation du silence. Nous traînions ensemble, lui, moi et le critique Ralph Gleason. »

— Miles Davis avec Quincy Troupe, Miles. L'autobiographie, Infolio, 2007, p. 338.

## Certifications
| Pays                  | Certification | Unités certifiées |
| --------------------- | ------------- | ----------------- |
| Canada (Music Canada) | 3 × Platine   | 300 000           |
| États-Unis (RIAA)     | 5 × Platine   | 5 000 000         |
| France (SNEP)         | Platine       | 300 000           |
| Royaume-Uni (BPI)     | Or            | 100 000           |